# Noorse boskat
De Noorse boskat is een oud kattenras. Van nature komt dit fenotype van de huiskat voor in het gebied van oorsprong, Noorwegen, zonder dat de mens zich aanvankelijk met de rasontwikkeling bemoeid heeft. Het officieel erkende ras is gefokt uit een selectie van representatieve katten (stamkatten) uit dit Noorse landras.

## Geschiedenis
Het gen voor langhaar (l) komt van nature voor bij de huiskat (Felis catus) en manifesteert zich logischerwijs meer in die gebieden waar het klimatologisch handig is om een langere vacht te hebben, zoals in Noorwegen het geval is. Al voor de tijd van de Vikingen waren er katten in Noorwegen aanwezig als huisdier in en rondom de boerderijen en een deel ervan zal langharig zijn geweest.
In de jaren dertig van de twintigste eeuw verscheen er een Noorse boskat voor het eerst op een kattententoonstelling in Noorwegen, op dat moment nog in de huiskattenklasse. Liefhebbers van deze mooie kat waren bang dat het ras zou uitsterven als er niet een gericht fokprogramma werd opgezet en zo groeide de interesse voor deze kat en de wens om het als ras erkend te krijgen. Men heeft er veel moeite voor moeten doen maar uiteindelijk in 1977 werd de Noorse boskat in Parijs door de overkoepelende Europese raskattenfederatie FIFe (Federation International Féline) als ras erkend.

## Uiterlijk

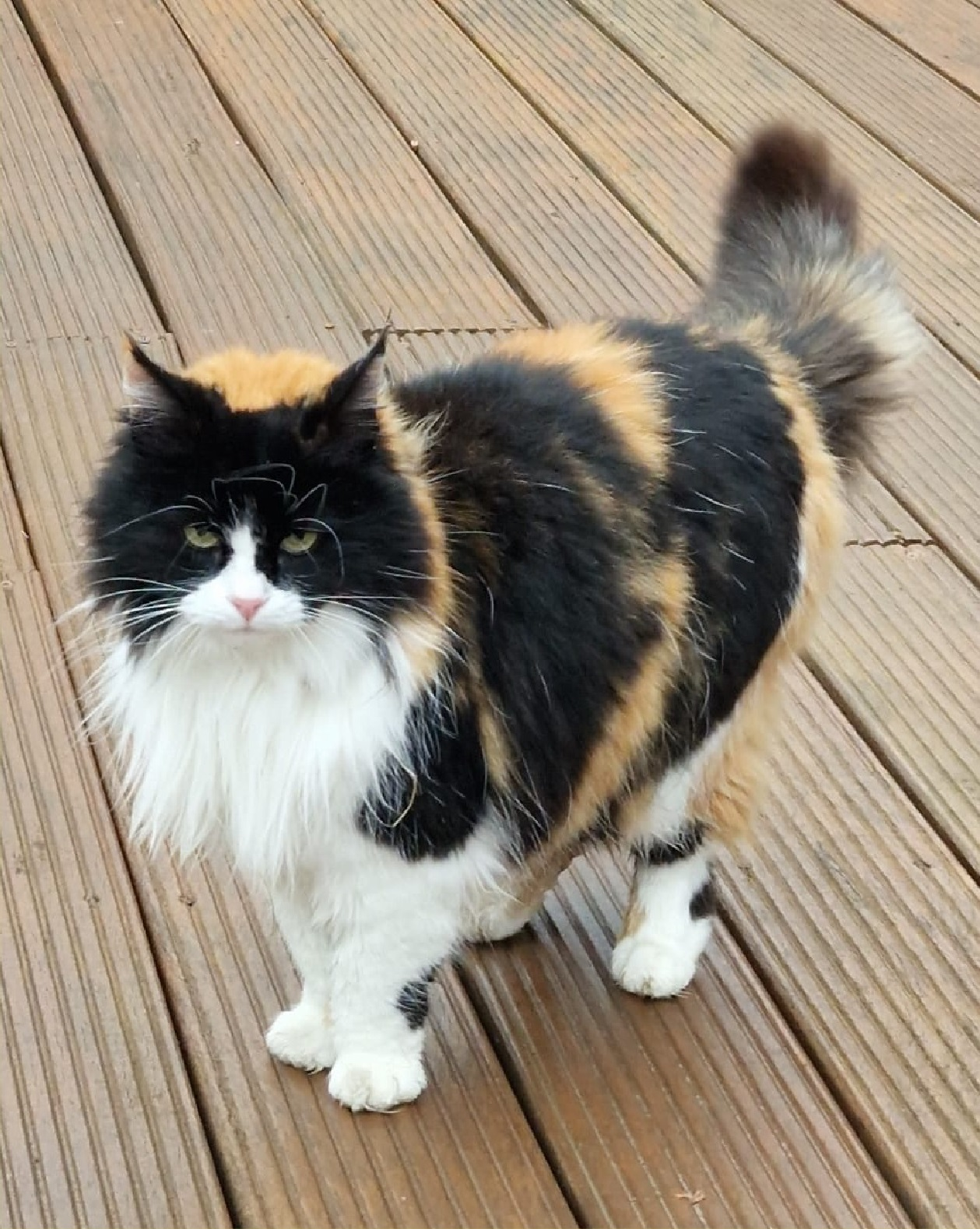
De dikke dubbele vacht van de Noorse Boskat zorgt voor warme isolatie tegen koud weer.

De Noorse boskat is een vrij grote kat met een dubbele vacht. Een dikke, wollen ondervacht en een gladde, wat vettig aanvoelende dekvacht. In het voorjaar verliest de Noorse boskat veel haar waardoor hij er uit kan zien als een kortharige kat. In de herfst komt de vacht weer terug en heeft de Noorse boskat een volle kraag, veel haar op de flanken en achterpoten (de "broek") en een volbehaarde pluimstaart. Katers wegen gemiddeld 5 tot 8 kilo en poezen zo'n 3 tot 6 kilo. Ze hebben stevige botten en zijn gespierd. Het duurt gemiddeld 2 à 3 jaar voordat een Noorse boskat volledig lichamelijk is uitgegroeid.

## Fokstandaard

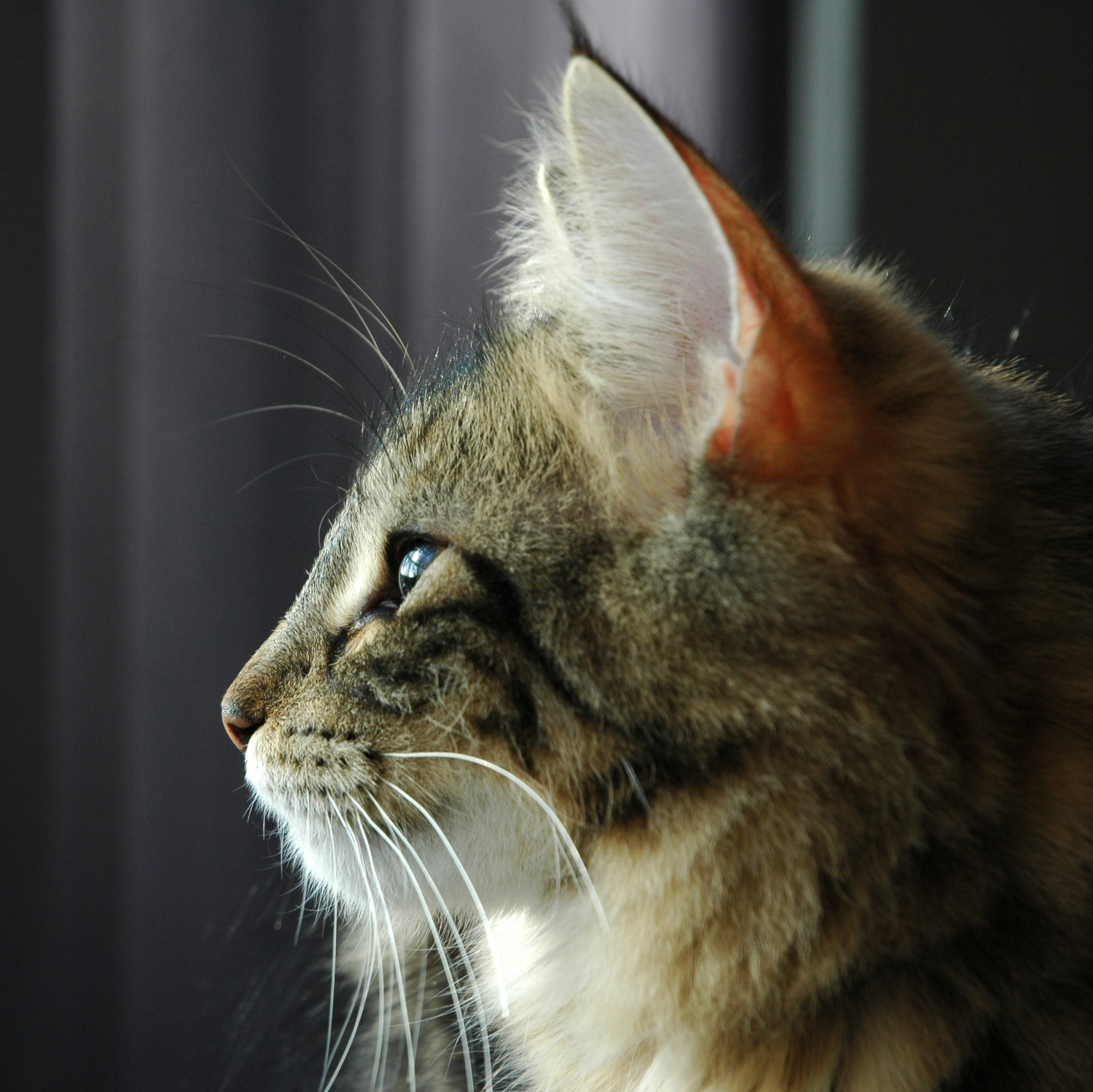
Kopstudie van typisch profiel

Wereldwijd hanteren de verschillende kattenverenigingen soms ietwat van elkaar afwijkende fokstandaarden, al is het bij alle verenigingen verboden de Noorse boskat te kruisen met een ander kattenras en komt het algemene gewenste rasbeeld wereldwijd overeen. Zo hechten enkele Amerikaanse verenigingen meer waarde aan de kleurverdeling en het vachtpatroon, terwijl daar door de meeste Europese verenigingen niet op wordt gelet. Daarnaast ziet men in de Verenigde Staten graag een wat korter lichaam, terwijl dat in Europa juist wat langer moet zijn.

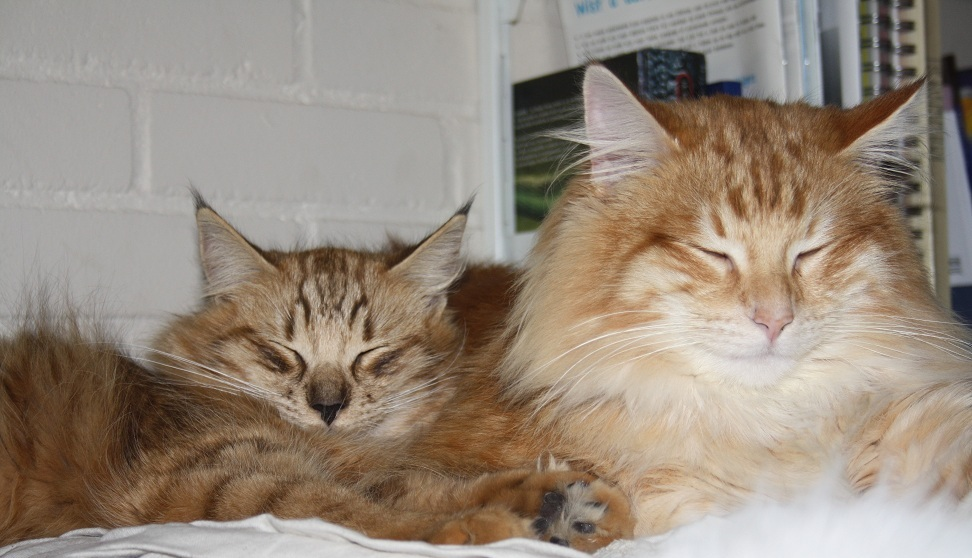
Links: amberkleur in een kitten (poes, 8 maanden oud). Rechts: amber in een volwassen kater (3 jaar oud)

### Amber
Een apart fenomeen vormt bij dit ras het voorkomen van de zogenaamde "amber" tinten. Dit betreft een agoeti dier (dus met een cyperpatroon) waarbij geen normale doorkleuring van de donkere pigmenten plaatsvindt, maar een roodachtige zweem over de vacht zit en deze lichter en roodachtiger van tint is dan bij een gewone cyperse kat. Amber kittens worden geboren met een donkere kleur en worden lichter en roder met leeftijd. Men neemt tegenwoordig aan dat dit een ingewikkeld kleurveranderingsmechanisme betreft waarbij de aanmaak van zwarte agoeti verstoord raakt. Erkenning en/of acceptatie van deze epigenetische variatie wisselt per overkoepelende organisatie.